# Мотокрос

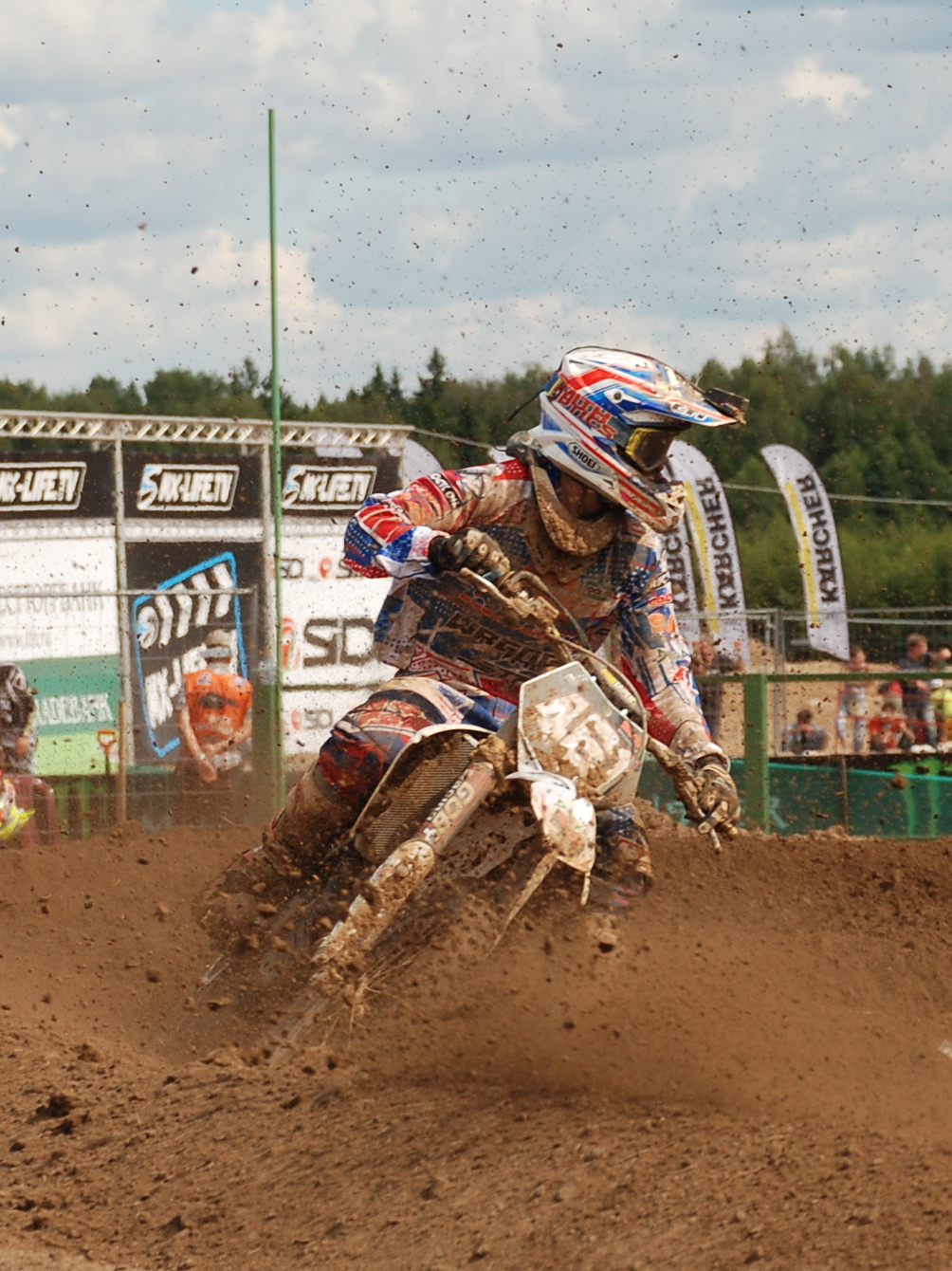
Чемпіонат світу з мотокросу 2012, Сємігорьє, Росія

Мотокрос (англ. Motocross) — вид змагань з мотоциклетного спорту, гонки на мотоциклах по бездоріжжю на спеціально підготовлених трасах. Перші змагання із цього виду спорту відбулось 1924 року у Великій Британії. Назва походить від слів «мотоцикл» та «крос-кантрі» (англ. Пересічена місцевість).

## Історія

### Початок
Мотокрос бере свій початок із 1920-х років. Він зародився у Великій Британії. На відміну від змагань з мототріалу та гонок на витривалість, ідея цього виду спорту полягала у подоланні визначеної ділянки пересіченої місцевості на швидкість. Сама назва «мотокрос» з'явилась пізніше і походила з Бельгії.
Після закінчення Другої світової війни спорт набув широкої популярності. У 1947 році у Нідерландах пройшли перші міжнародні змагання з мотокросу «Motocross des Nations» серед мотоциклів класу 500 см³. Хоча перемогу святкував бельгійський гонщик Огюст Мінгельс, пріоритетнішим був залік збірних, де тріумфувала Велика Британія. З тих пір ці змагання проводяться щороку, кожного разу на новій трасі в різних країнах світу.
На початку 1950-х років змагання з мотокросу набули широкої міжнародної популярності: у різних країнах стали проводити перші чемпіонати. Це спонукало Міжнародну мотоциклетну федерацію (FIM) до запровадження чемпіонату Європи у 1952 році. Першими офіційними правилами було зафіксовано врахування у загальний залік результатів найкращих чотирьох гонок у сезоні, мінімальна довжина гонки повинна була бути не менше 40 км (при наявності кваліфікаційних заїздів), або 45 км (якщо без). Максимальний дозволений робочий об'єм двигунів мотоциклів становив 500 см³. Залік виробників не вівся (був запроваджений лише у 1969 році).
Гонки першого чемпіонату відбувались в Імолі (Італія), Донінгтон Парку (Велика Британія), Намюрі (Бельгія), Еттельбрюці (Люксембург), Саксторпі (Швеція) та Монтреї (Франція). Враховувались чотири найкращі результати. Кожна гонка включала два заїзди і фінал. Очки нараховувались аналогічно, як і в автомобільних змаганнях, за схемою «8, 6, 4, 3, 2, 1». Переможцем за підсумками сезону став бельгієць Віктор Лелуп, що виступав на мотоциклі FN.
Огюст Мінгельс виграв два наступні чемпіонати Європи, у 1953 і 1954 роках, також виступаючи на бельгійську мотоциклі FN. Кількість раундів збільшилось з 6 по 8 (враховувалось п'ять кращих результатів). Натомість у кубку Націй домінували британські гонщики, як-от Джон Дрейпер і Леслі Арчер. До них приєдналися спортсмени ще однієї країни, які змогли досягнути успіху в індивідуальних та командних змаганнях — Швеції. Білл Нільссон виграв свою першу гонку у 1954 році у себе вдома. У 1955 році настала черга Джона Дрейпера здобути титул, виступаючи на мотоциклі BSA. У наступному сезоні тріумфував Леслі Арчер (на Norton), який переміг на чотирьох з дев'яти етапів. У кінці сезону FIM вирішила надати категорії 500cc статусу чемпіонату світу та ввести з наступного сезону кубок Європи в класі 250cc.

### З Європи у світ
Переможцем першого чемпіонату світу, 1957 року, став швед Білл Нільссон, що виступав на мотоциклі AJS. Настав період домінування у мотокросі трьох країн: Великої Британії, Бельгії та Швеції. Перший Кубок Європи в класі 250cc виграв німецький гонщик Фріц Бетцельбахер на Maico, у наступному сезоні тріумфував чех Яромир Чижек (на Jawa). З сезону 1959 року Кубок Європи був модифікований до Чемпіонату.
Бельгійський гонщик Рене Баетен (FN), нарешті, виграв чемпіонат світу класу 500cc в 1958 році після ього, як двічі займав друге місце в попередніх роках. Шведські гонщики, які виступали на шведських мотоциклах, виграли два чемпіонати в наступному сезоні: Стен Лундін на Monark в категорії 500cc та Рольф Тібблін на Husqvarna в 250cc. У 1960 році Білл Нільссон (Husqvarna) повернув собі корону в класі 500cc, а Дейв Бікерс на британському мотоциклі Greeves тріумфував у класі 250cc, повторивши своє досягнення у 1961 році, тоді як Стен Лундін, цього разу на Lito (також шведський мотоцикл) повернув собі чемпіонство у класі 500cc.
У 1961 році був проведений перший Trophee des Nations (серед мотоциклів класу 250cc), а в 1962-му клас 250cc був розширений до чемпіонату світу. Першим чемпіоном світу в цій категорії став легендарний гонщик Husqvarna Торстен Холман, також швед. Він здобував перемогу протягом двох років підряд, а його співвітчизник Рольф Тібблін виграв обидва чемпіонати в класі 500cc, також на Husqvarna. Велика Британія вирвала перемогу у Швеції в Trophee des Nations у 1962 році та Motocross des Nations у 1963-му. Але в 1964 році все змінилося — на вершину в класі 250cc піднявся Джоель Робер з Бельгії, здобувши на CZ перший з шести титулів — рекорд, який тримався до 2002 року. У серії 500cc переміг британець Джефф Сміт на BSA, який здобув титул в останній гонці сезону 1964, повторивши своє досягнення в наступному сезоні. На цьому завершилась переможна ера важких британських 4-тактних мотоциклів, які випускались насамперед для доріг. Натомість у категорії 250cc вперше тріумфував радянський спортсмен — Віктор Арбеков на CZ.
Міжнародна політика середини 1960-х років ознаменувалась апогеєм «Холодної війни», дещо подібне відбувалось і у мотокросі. Першим, хто здобув перемогу для Східного табору, став радянський гонщик Віктор Арбеков, який на заводському CZ виграв чемпіонат у класі 250cc у 1965 році, перемігши Джоеля Робера та Дейва Бікерса. Удару у відповідь завдав швед Торстен Холман, який двічі поспіль, у 1966 та 1967 роках, здобував перемогу. Після цього наступив час Робера, який 5 разів поспіль вигравав чемпіонат, з 1968 до 1972, року народження свого земляка Стефана Евертса, людини, яка перевершить всі рекорди мотокросу через 30 років після цього. Домінування Робера у мотокросі нагадувало перевагу Джакомо Агостіні в шосейно-кільцевих мотоперегонах. У класі 500cc спортсмен зі Східної Німеччини Поль Фрідріхс, також на заводському мотоциклі CZ, здобув три титули поспіль (1966—1968). Після цього на вершину піднявся інший бельгієць, що став всесвітньо відомою фігурою, Роже Де Костер.
У 1968 році шведський гонщик Олле Петтерсон вперше використав новий мотоцикл з нової для мотокросу країни в класі 250cc. Після вторгнення в автомобільні гонки Гран-Прі, японські виробники підготували свій десант і в мотокрос: Suzuki, яка передувала Honda і Yamaha в автомобільних гонках, першою з'явилась і в цьому виді спорту. Найкращими результатами сезону для Петтерсона стали два других місця на етапах. Це стало першим сигналом. У 1969 Петтерсон також був єдиним гонщиком класу 250cc, який виступав на японському мотоциклі — у загальному заліку він фінішував на 3-му місці. Це стало поворотним моментом. У 1970 році в класі 250cc виступало вже три мотоцикли Suzuki — Джоель Робер був став першим чемпіоном світу з мотокросу на японському мотоциклі, Сільвен Гебоерс був другим (у них було по чотири перемоги в кожного). Третій Suzuki, на якому виступав Петтерсон, закінчив сезон на сьомому місці. У 500cc продовжували домінувати шведи, і як гонщики, і як виробники: Бенгт Аберг виграв свій другий титул, знову на Husqvarna.

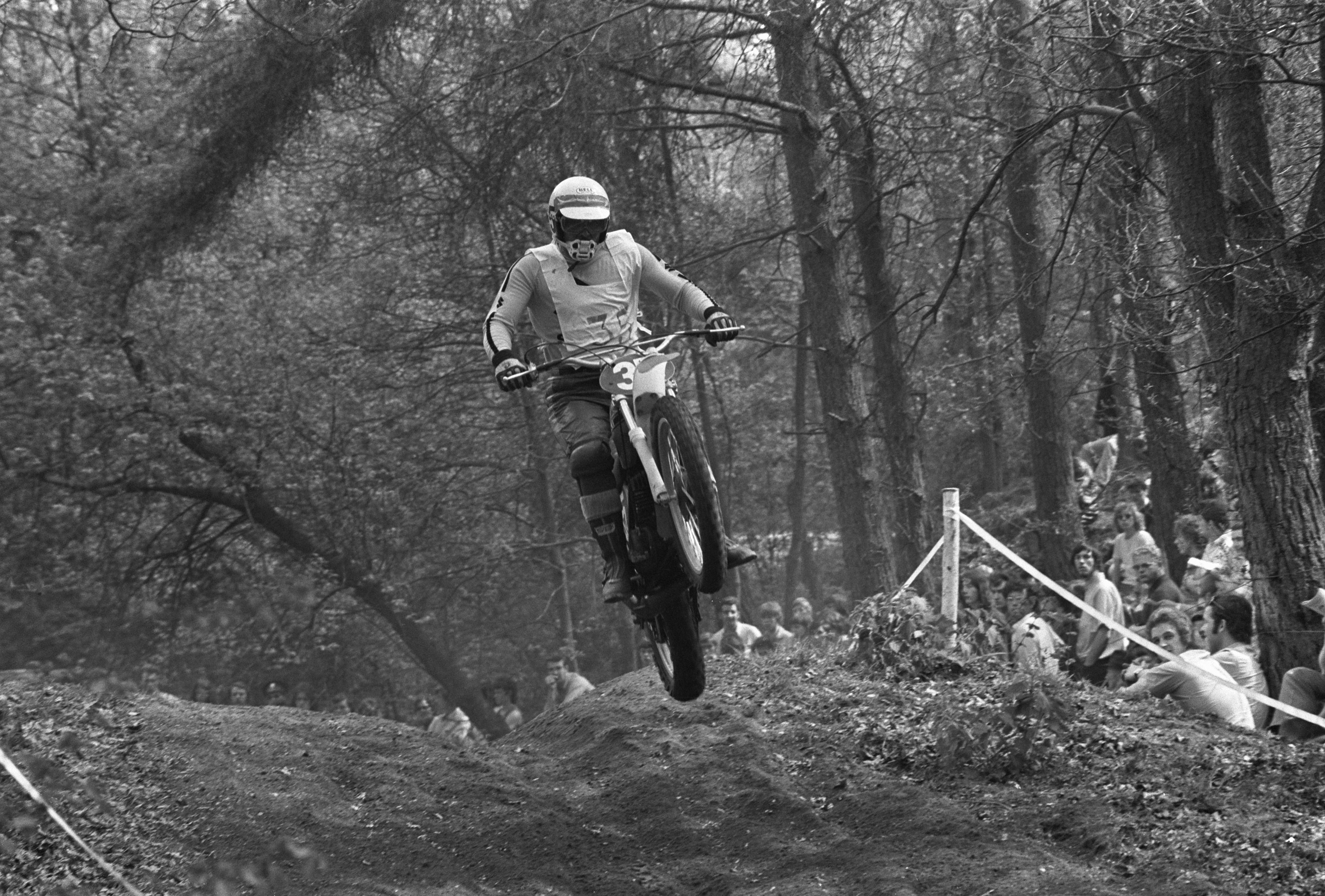
Джоель Робер, перший чемпіон світу на японському мотоциклі, 1972 рік

У класі 250cc Джоель Робер здобув ще два титули. У серпні 1972 року, після чотирьох перемог поспіль, забезпечивши собі перемогу у чемпіонаті достроково, він взяв участь у гонці класу 500cc на Гран-Прі Бельгії в Намюрі, де потрапив в аварію, пошкодивши коліно. Це поставило кінець його блискучій кар'єрі. Він не зміг виграти після цього жодної гонки.
Suzuki з'явилась у класі 500cc в 1971 році в руках Роже де Костера, який виграв на японському мотоциклі 5 чемпіонатів з 6. Лише одного разу, у 1974, «летючий фін» Хейккі Міккола перервав цю чудову серію на Husqvarna.
У 1973 році були внесені зміни в правилах, зокрема, введена мінімальна маса для мотоциклів а також змінено принцип нарахування очок: у загальний залік враховувались результати двох заїздів, а не однієї гонки, як раніше. У класі 500cc Роже де Костер був єдиним гонщиком на Suzuki, тоді як на Yamaha виступало кілька гонщиків, як і на Husqvarna, Maïco та CZ. Також у змаганнях узяв участь один мотоцикл Kawasaki. У класі 250cc Yamaha завдала удару у відповідь революційною моделлю YZ250, оснащеною консольною задньою підвіскою, на якій швед Хакан Андерссон у першому ж сезон здобув титул. Німець Адольф Вейль, що виступав на Maïco, був найсильнішим суперником, випередивши Мікколу у боротьбі за друге місце. Швед Торлейф Хансен посів на своєму новому Kawasaki четверте місце, випередивши тріо гонщиків, які згодом стали відомими з різних причин: радянського гонщика Геннадія Мойсеєва (KTM), чеха Ярослава Фальту (CZ) та американця Джима Помероя (Bultaco).
У 1974 році Хейккі Міккола повернувся назад у клас 500cc. Повернення виявилося більш ніж вдалим: у перших трьох Гран-Прі він виграв п'ять заїздів проти лише одного у Роже де Костера, та здобув титул. У категорії 250cc розгорнулась запекла боротьба між Мойсеєвом, Фальтою та Гаррі Евертсом, яка закінчилась на користь радянського спортсмена.

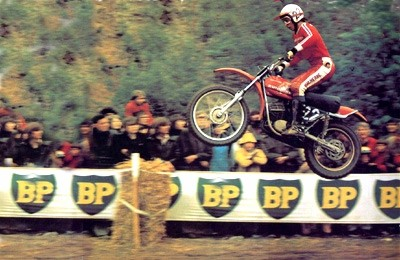
Андре Мальхербе, клас 125cc, 1974 рік

У 1973 році були запущені змагання у новому класі: Чемпіонат Європи у класі 125cc. Перші два сезони тут тріумфував бельгієць Андре Мальхербе на мотоциклі Zündapp. У 1975 році змагання набули статусу Чемпіонату світу. Цей сезон став роком тотального домінування в класі бельгійців та першим із 10 сезонів поспіль, у яких тріумфувала Suzuki, допоки фін Пекка Вехконен не перервав цю серію на Cagiva в 1985 році.
У 1975 році у двох інших класах також перемогли бельгійські гонщики. Роже Де Костер повернув собі титул у класі 500cc, тоді як у категорії 250cc нарешті тріумфував Гаррі Евертс, який виступав на Puch. Хейккі Міккола, зазнавши невдачі у своїй другій спробі здобути титул класу 500cc, повернувся в клас 250cc у 1976 році, де переміг Мойсеєва, тоді як у категорії 500cc знову не було рівних Де Костеру. У наступному сезоні Міккола знову повернувся до класу 500cc, і цього разу, виступаючи на Yamaha, переміг Де Костера. У класі 250cc Геннадій Мойсєєв завоював свій другий титул, виступаючи на KTM. У 1978 році Мойсеєв здобув свій третій титул у класі 250cc, у класі 500cc знову тріумфував Міккола.
У сезоні 1979 в класі 250cc сильнішим був швед Хакан Карлквіст на Husqvarna, у категорії 500cc Honda, інвестувавши великі кошти, зуміла вибороти перемогу. Грем Нойс і Андре Мальхербе як заводські гонщики Honda, зійшлися в боротьбі з Геррітом Волсінком та Де Костером (Suzuki), Бредом Лакеєм (Kawasaki) та Мікколою (Yamaha). У напруженій боротьбі сильнішим виявився Нойс. Клас 500cc привертав увагу все більшої кількості вболівальників, змушуючи заводи вкладати все більші кошти.

### 1980-ті: поворотна точка
Мотокрос розвивався дуже стрімко, у спорті було присутніми багато виробників. Перемоги в класі 500cc Андре Мальхербе (80, 81 і 84), Бреда Лакея (82) та Хакана Карлквіста (83) стали «золотою ерою» мотокросу.
У категорії 250cc молодому Жоржу Жобе, який виграв чемпіонат 1980, пророкували велике майбутнє, проте через травми він поступився у 1981 британцю Нейлу Хадсону та у 1982 американцю Денні Лапорта — першому американському чемпіону світу. У 1983 році Жобе повернув собі титул у класі 250cc, після чого перейшов у категорії 500cc.
Кінець 1983 року став справжнім землетрусом у світі мотокросу: Suzuki оголосила про свій вихід з класу 500cc, а інші компанії скоротили свій бюджет.
У 1985 чемпіоном світу в класі 500cc став британець Девід Торп. У період 1985—1992 він, разом з Жоржем Жобе здобули по три титули. Ще двічі тріумфував бельгієць Ерік Гебоерс, який став першим гонщиком, який виграв чемпіонат світу у трьох різних класах (125, 250, та 500), за що отримав прізвисько «містер 875». Так закінчилась ера домінування Honda в класі 500cc, яка налічувала 9 перемог у чемпіонатах поспіль.
На початку 1990-х років клас 500cc почав все більше зменшуватись. Виробники сконцентрували свої (зменшені) інвестиції в розвиток класу 250cc (за винятком деяких європейських заводів) — ця категорія стала в мотокросі найпрестижнішою. За відсутності інтересу з боку японських виробників у класі 500cc, у ньому настала ера домінування європейських брендів. У 1993 році Джекі Мартенс став першим, хто виграв титул у класі 500cc на 4-тактному мотоциклі (Husqvarna), останньому це вдалося зробити Джеффу Сміту на своєму BSA у 1965 році.

### Ера 4-тактних двигунів

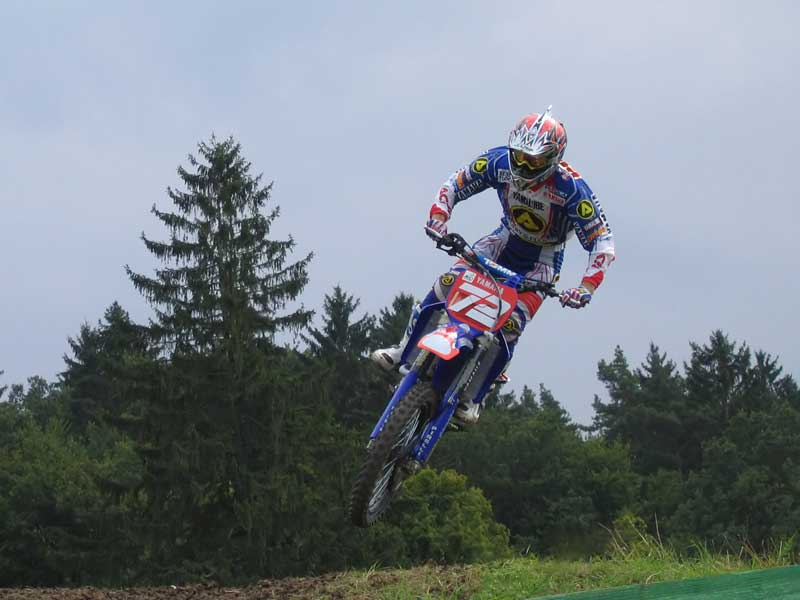
Стефан Евертс, один із найтитулованіших гонщиків з мотокросу, 2005 рік

Сезон 2003 став першим в історії мотокросу, коли у всіх трьох класах чемпіонату перемогли мотоцикли з 4-тактними двигунами. У 2004 році класи були перейменовані. Клас 125cc отримав назву MX2: у ньому було дозволено використання 4-тактних двигунів з максимальним робочим об'ємом 250 см³, або 2-тактні з об'ємом 125 см³. Клас 250cc був перейменований на MX1 (4-тактні до 450 см³ та 2-тактні до 250 см³), клас 500cc став відкритим класом, MX3 (максимальний об'єм був обмежений у 650 см³).
Перше десятиліття XXI ст. увійшло в історію як ера Стефана Евертса. Після двох сезонів, ускладнених травмами, бельгієць завоював чотири титули поспіль у класі MX1 (2003—2006), вигравши загалом 10 титулів чемпіона світу та тріумфувавши на 101-му Гран-Прі. Після завершення професійної кар'єри він став керівником заводської команди KTM з мотокросу.
З 2008 року відбувається чемпіонат світу серед жінок.

### Україна
10 жовтня 2020 року поблизу с. Клітчин (Житомирська область) пройшов перший етап Кубку України, учасниками були як аматори, так і ветерани.[]